# 모교로 돌아갈래!
〈모교로 돌아갈래!〉(일본어: 母校へ帰れ! 보쿄에카에레![*])는 일본의 여성 아이돌 그룹 NMB48의 21번째 싱글 앨범으로, 2019년 8월 14일 발매되었다.